# Cosqueville
Cosqueville foi uma comuna francesa na região administrativa da Normandia, no departamento Mancha. Estendia-se por uma área de 10,89 km². Em 2010 a comuna tinha 1 051 habitantes (densidade: 96,5 hab./km²).
Em 1 de janeiro de 2016, passou a formar parte da nova comuna de Vicq-sur-Mer.